# Demografía de Eritrea
La población de Eritrea se compone de nueve grupos étnicos, la mayoría de los cuales habla lenguas semíticas o cusitas. El tigriña y el árabe son los idiomas más utilizados para transacciones comerciales, aunque el inglés es también hablado por gran parte de la población, mientras que el italiano cada vez tiene menos relevancia. Los grupos cristianos suelen vivir en las tierras altas, y los grupos musulmanes en las tierras bajas.
La composición de la población de Eritrea es el resultado de la descendencia de poblaciones del norte de África, del Este, y de origen subsahariano. Se ha sugerido que las poblaciones de Eritrea y Etiopía se vieron afectadas por la migración caucásica.

## Población
Las fuentes no están de acuerdo en cuanto a la población actual de Eritrea, según la UN DESA se propone que para el año 2021 existe un total de 3,6 millones de habitantes. Por otra parte, el Mercado Común para África Oriental y Meridional propone una estimación de 6,7 millones para 2019.
Eritrea nunca ha realizado un censo oficial del gobierno. En su publicación de datos de 2019, UN DESA describió por qué su estimación era mucho más baja que las estimaciones anteriores, afirmando: "La disminución se debe a la disponibilidad de nuevas estimaciones oficiales de población durante años anteriores (recuento de población en 2000, estimaciones oficiales hasta 2018)".

## Perfil demográfico
Eritrea es un país persistentemente pobre que ha progresado en algunas categorías socioeconómicas pero no en otras. La educación y la formación de capital humano son prioridades nacionales para facilitar el desarrollo económico y erradicar la pobreza. Para ello, Eritrea ha hecho grandes progresos en la mejora de la alfabetización de adultos - duplicando la tasa de alfabetización en los últimos 20 años - en gran parte gracias a sus exitosos programas de educación de adultos. La tasa de alfabetización general se estimó en casi el 74% en 2015; es necesario trabajar más para aumentar la alfabetización femenina y la asistencia a la escuela entre las comunidades nómadas y rurales. La agricultura de subsistencia no satisface las necesidades de la creciente población de Eritrea debido a las repetidas sequías, la disminución de las tierras cultivables, el sobrepastoreo, la erosión del suelo y la escasez de agricultores debido al reclutamiento y los desplazamientos. El énfasis del gobierno en el gasto en defensa sobre la agricultura y su falta de divisas para importar alimentos también contribuyen a la inseguridad alimentaria.
Eritrea ha sido uno de los principales países emisores de refugiados al menos desde la década de 1960, cuando comenzó su guerra de 30 años por la independencia de Etiopía. Desde que obtuvo la independencia en 1993, los eritreos han seguido emigrando a Sudán, Etiopía, Yemen, Egipto o Israel debido a la falta de derechos humanos básicos o de libertad política, oportunidades educativas y laborales, o para buscar asilo a causa de la militarización. La gran diáspora de Eritrea ha sido una fuente de remesas vital, que ha financiado su guerra por la independencia y ha aportado el 30% del PIB anual del país desde su independencia.
En los últimos años, los eritreos han sido cada vez más víctimas de la trata de personas y han sido retenidos como rehenes por los beduinos en el desierto del Sinaí, donde son víctimas de la extracción de órganos, la violación, la extorsión y la tortura. Algunas víctimas de la trata de eritreos son secuestradas después de ser llevadas de contrabando a Sudán o Etiopía, mientras que otras son secuestradas dentro o en los alrededores de los campos de refugiados o al cruzar las fronteras de Eritrea. Los eritreos constituyeron aproximadamente el 90% de las 25.000-30.000 víctimas de la trata en el Sinaí entre 2009 y 2013, según un informe de una consultora de 2013.

## Idiomas
Los idiomas semíticos de África oriental que se hablan en Eritrea son el tigré, el tigriña, y el recientemente reconocido dahlik. Otros idiomas afroasiáticos que pertenecen a la rama Cushitic también se hablan ampliamente en el país. Estos últimos incluyen Afar, Beja, Blin y Saho. Además,  y aunque cada vez son menos, todavía existen sectores de la población que hablan italiano.
Para el 2015 se estimaba una tasa de alfabetismo de aproximadamente 73.8% (hombres: 82.4% y mujeres :65.5%)

## Etnias

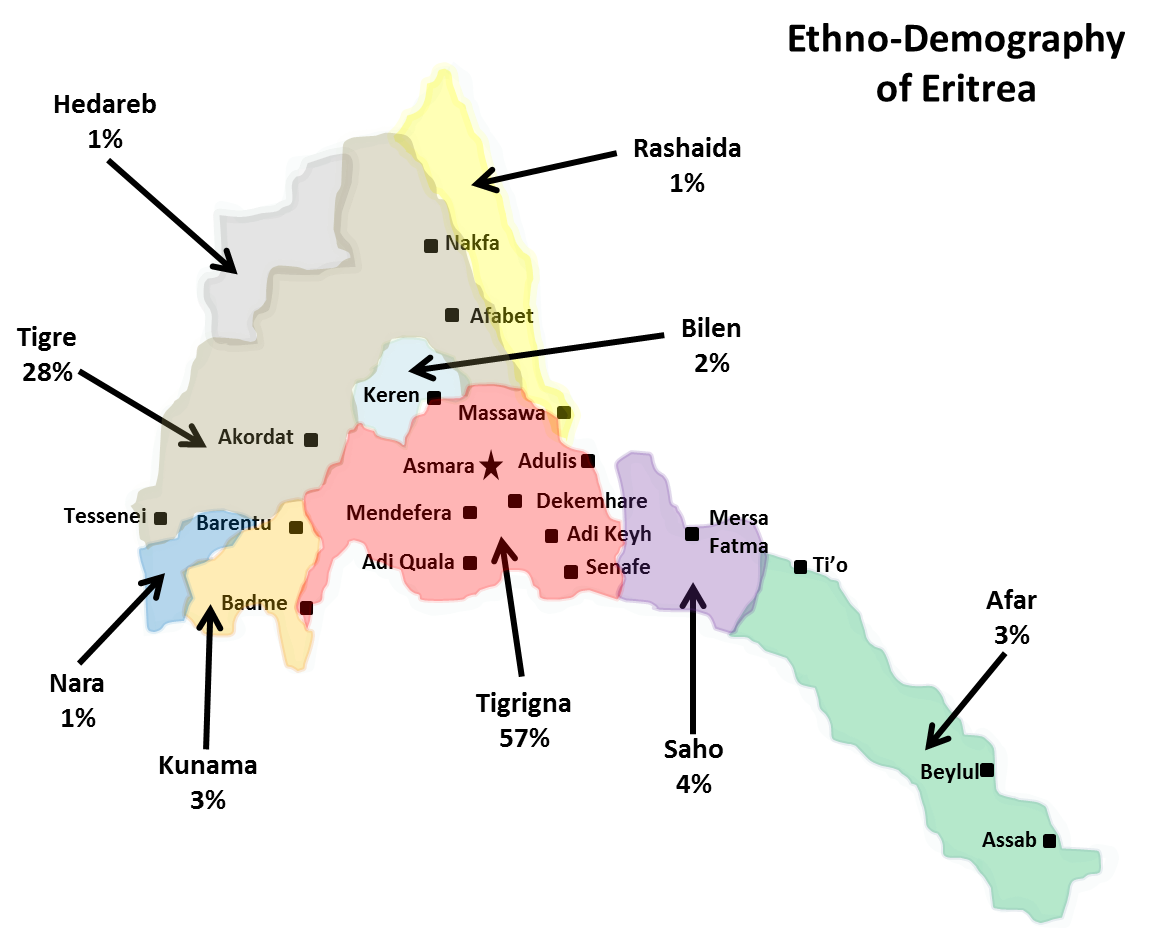
Mapa etnodemogáfico de Eritrea

La población de Eritrea comprende nueve grupos étnicos reconocidos, la mayoría de los cuales hablan lenguas de la rama de Semíticas etíopes de la familia Afroasiáticas.  Entre los grupos étnicos destacan principalmente:
- Tigriña (55%)
- Tigré (30%)
- Saho (4%)
- Kunama (2%)
- Rashaida (2%)
- Bilen (2%)
- Otro (5%)

## Religión
Las dos religiones más importantes del país son el cristianismo (63% de la población) y el islam (con un 36% de la población).